# Brøndby
Brøndby is een plaats en gemeente in de Deense regio Hoofdstad (Hovedstaden). Het is een voorstad van Kopenhagen. Bij de herindeling van 2007 werd Brøndby niet samengevoegd maar bleef het een zelfstandige gemeente. De gemeente telt 35.594 inwoners (2017).

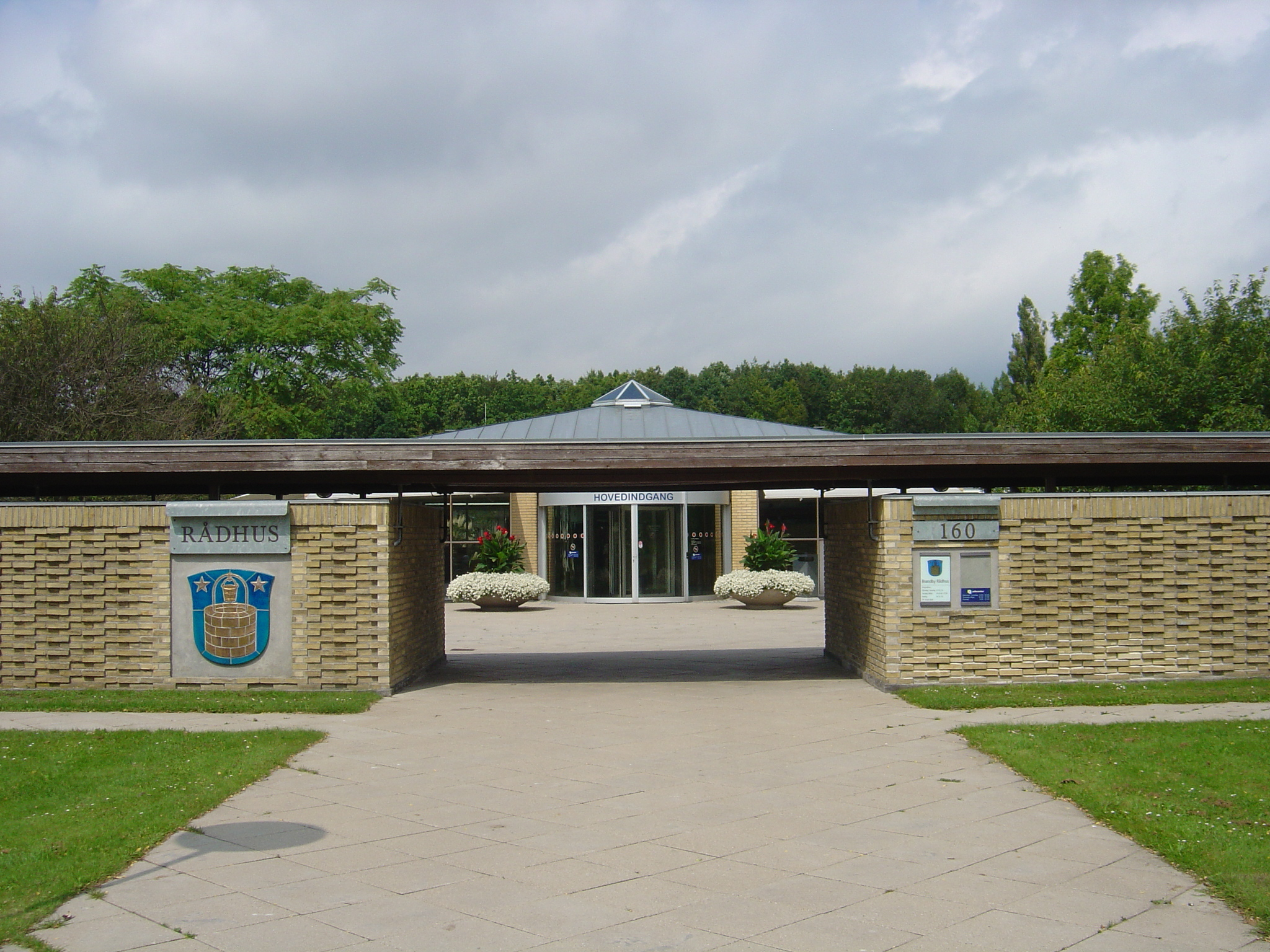
Gemeentehuis van Brøndby

## Parochies
De gemeente telt vier parochies:
- Brøndby Strand (parochie)
- Brøndbyvester (parochie)
- Brøndbyøster (parochie)
- Nygårds (parochie)

## Sport
Brøndby IF is de professionele voetbalclub van Brøndby. De club speelt haar wedstrijden in het Brøndbystadion en is meervoudig landskampioen van Denemarken.
In 2014 was Brøndby een van de vier speelsteden tijdens het EK handbal (mannen).

## Geboren
- Martin Pedersen (1983), wielrenner

Albertslund · Allerød · Ballerup · Bornholm · Brøndby · Dragør · Egedal · Fredensborg · Frederiksberg · Frederikssund · Furesø · Gentofte · Gladsaxe · Glostrup · Gribskov · Halsnæs · Helsingør · Herlev · Hillerød · Høje-Taastrup · Hørsholm · Hvidovre · Ishøj · København · Lyngby-Taarbæk · Rødovre · Rudersdal · Tårnby · Vallensbæk
- International Standard Name Identifier: 0000 0004 0378 906X
- MusicBrainz: b657d7e4-94e6-48a4-8998-4d7a036db78a